# ارتعاشات ماشین‌کاری
ارتعاشات ماشین‌کاری (به انگلیسی: Machining vibrations) به حرکت نسبی میان قطعه‌کار و ابزار برش گفته می‌شود. این ارتعاشات موجب بروز اعوجاج‌هایی بر روی سطح ماشین‌کاری شده می‌شود. این ارتعاشات به صورت عیوبی برای فرایندهایی همچون سوراخکاری، فرزکاری و سنگ‌زنی و به صورت کلی فرایندهای ماشین‌کاری محسوب می‌شود.
در سال ۱۹۰۷، فردریک وینسلو تیلور ارتعاشات ماشین‌کاری را به عنوان مهم‌ترین مشکلات پیش‌روی اپراتورهای ماشین‌کاری شناخته شده‌است و این مشاهده هنوز و به اعتبار بسیاری از نشریه‌های فعال در این حوزه صحیح است.
مدل‌های ریاضی امکان شبیه‌سازی فرایندهای ماشین‌کاری را با دقت بسیار بالایی فراهم کردن، اما در عمل جلوگیری از بروز این ارتعاشات بسیار سخت است.

## روش‌های جلوگیری از بروز ارتعاشات
- حداکثری نمودن صلبیت قطعه‌کار، ابزار و ماشین
- انتخاب ابزاری که کمترین حد از تحریک ارتعاشاتی
- انتخاب فرکانس‌های تحریکی که بیشترین محدودسازی ارتعاشات سیستم ماشین‌کاری

انتخاب ابزارهایی که شامل فناوری میرایی ارتعاشات هستند.

## شرایط صنعتی
استفاده از ماشین‌کاری با دور بالا موجب افزایش در حجم تولید و فراهم آمدن امکان ماشین‌کاری قطعاتی که در گذشته امکان ماشین‌کاری آنها وجود نداشت، مانند قطعات با مقاطع جدار نازک، شده‌است. متأسفانه، به واسطهٔ حرکات دینامیکی شدید در هستهٔ این دستگاه‌ها، فرض صلبیت آنها چندان صحیح نیست. در بسیاری از موارد ماشین‌کاری همچون ماشین‌کاری با ابزارهای بلند یا ماشین‌کاری قطعات با مقاطع جدار نازک، بروز ارتعاشات محدود کننده‌ترین فاکتور در ماشین‌کاری می‌باشد که موجب می‌شود که اپراتور سرعت پیشروی یا دور حرکت دستگاه را کم‌تر از ظرفیت دستگاه قرار دهد.
مسائل ارتعاشات عموماً موجب تولید نویز، کاهش کیفیت سطح و شکست ابزار می‌شود. منابع اصلی این ارتعاشات را می‌توان به دو دستهٔ ارتعاشات اجباری و ارتعاشات خود القا تقسیم نمود. ارتعاشات اجباری عموماً به واسطهٔ وقفه‌های موجود در فرایند ماشین‌کاری یا به واسطهٔ ارتعاشات صورت گرفته در خارج از دستگاه (که به دستگاه انتقال می‌یابند) تولید می‌شوند. ارتعاشات خود القا بر اساس این اصل که ضخامت اصلی قطعه‌کار به موقعیت نسبی ابزار و قطعه‌کار در طول پاس پیشین براده‌برداری وابسته هستند، تولید می‌شوند. بر همین اساس، افزایش این ارتعاشات می‌تواند موجب آسیب جدی بر سطح در حال ماشین‌کاری شدن شود و کیفیت این سطح را با کاهش جدی روبرو کند.

## تحقیقات آزمایشگاهی
محققان صنعتی و دانشگاهی مطالعات گسترده‌ای در زمینهٔ ارتعاشات ماشین‌کاری داشته‌اند. استراتژی‌های مشخصی، خصوصاً برای ماشین‌کاری قطعات با مقاصع جدار نازک توسعه به منظور جلوگیری از خمیدگی دیواره‌ها توسعه یافته‌اند. در بسیاری از موارد، شاهد کاهش لبهٔ برندهٔ در تماس با قطعه‌کار هستیم که موجب محدود سازی ارتعاشات خودالقا می‌شود.
مدلسازی نیروهای برشی و ارتعاشات موجود، هرچند غیر دقیق موجب شبیه‌سازی ماشین‌کاری‌های دشوار و کاهش اثرات ناخواستهٔ ارتعاشات می‌شود. چند برابر نمودن مدل‌هایی که به وسیلهٔ نظریهٔ پایداری که به تعیین بهترین سرعت اسپیندل می‌انجامد، مدل‌های استواری را برای هر نوع ماشین‌کاری ارائه می‌دهد.
شبیه‌سازی‌هایی که در حوزهٔ زمان انجام می‌شوند، به محاسبهٔ موقعیت قطعه‌کار و ابزار در مقیاس‌های زمانی بسیار کوچک، بدون خطای قابل ملاحظه‌ای در شبیه‌سازی فرایند ناپایدار مدلسازی سطح. اجرای این شبیه‌سازی‌ها به منابع کامپیوتری بسیار بیشتری نسبت به شبیه‌سازی مدل‌هایی که بر پایهٔ نظریهٔ پایداری مدلسازی شده‌اند نیاز دارند، اما در مقابل درجات آزادی بیشتری هم برای این مدلسازی در اختیار کاربر قرار می‌دهند. شبیه‌سازی‌هایی که در حوزهٔ زمان قرار می‌گیرند. فراهم نمودن شرایط همگرایی برای شبیه‌سازی‌های حوزهٔ زمان کار بسیار سختی است، اما این موضوع یکی از پر طرفدارترین مباحث در آزمایشگاه‌های تحقیقاتی است.
علاوه بر تئوری پایستگی، عموماً استفاده از ابزار با گام متغیر هم منجر به دریافت پاسخ مناسبی می‌شود. با وجود عدم هماهنگی محسوسی میان کاهش در تعداد ابزارهای استفاده شده، تولید این ابزارها رشد فزاینده‌ای توسط تولیدکنندگان ابزار داشته‌است. موضوعات دیگر تحقیقاتی نیز امیدوار کننده هستند، هرچند که به منظور عملیاتی کردن آنها در مراکز ماشین‌کاری به اصلاحات جدی نیازمند هستند. دو دستهٔ نرم‌افزاری بسیار امیدوار کننده شامل شبیه‌سازهای حوزهٔ زمان، که تا کنون موفق به ارائهٔ پاسخ‌های قابل قبول نشده‌اند، و نرم‌افزارهای تخصصی ارتعاشات ماشین‌کاری که بر اساس قوانین و دانسته‌های تجربی توسعه یافته‌اند، می‌باشند.

## روش‌های صنعتی محدودسازی ارتعاشات ماشین‌کاری
روش عمومی به منظور اجرای یک فرایند ماشین‌کاری هنوز هم بر پایهٔ مجموعه‌ای از سعی و خطاها، برای تعیین بهترین پارامترهای ماشین‌کاری صورت می‌گیرد. با توجه به توانایی‌های موجود در سازمان، پارامترهای متفاوتی اعم از عمق برش، مسیر ابزار، مجموعهٔ قطعه‌کار و تعریف هندسی ابزار، به ترتیب اهمیت مطالعه می‌شوند. زمانی که یک معضل ارتعاشاتی رخ می‌دهد، می‌توان با مراجعه به سازندهٔ ابزار یا تامین‌کنندهٔ پکیج‌های نرم‌افزاری تولید به کمک رایانه به جمع‌آوری اطلاعات پرداخت. در بعضی موارد که بروز ارتعاشات موجب تحمیل ضررهای اقتصادی قابل توجه می‌شود، می‌توان از حضور متخصصین به منظور بهینه‌سازی فرایند، پس از انجام اندازه‌گیری‌ها و محاسبات اولیه، به منظور تعیین سرعت اسپیندل یا اصلاحات مورد نیاز روی ابزار، نمود.
در مقایسه با موار صنعتی، راه‌حل‌های تجاری کمیاب‌ترمی‌باشند. به منظور تحلیل مسئله و به دست آوردن راه‌حل، تنها تعداد محدودی از متخصصین اقدام به ارائهی‌ی سرویس می‌نمایند. نرم‌افزارهای مبتنی بر روش‌های محاسباتی برای تحلیل پایداری و لوازم اندازه‌گیری مورد استفاده قرار می‌گیرند اما بر خلاف در دسترس بودن، کمتر مورد استفاده قرار می‌گیرند. اخیراً شاهد قرارگیری سنسورهای مطالعهٔ ارتعاشات در دستگاه‌های ماشین‌کاری هستیم، اما این سنسورها عموماً به منظور عیب‌یابی ابزار یا اسپیندل استفاده می‌شوند. نسل‌های جدید ابزارگیرها و به‌طور خاص ابزارگیرهای انبساط هیدرولیکی، قادر به کاهش محسوس اثرات نامطلوب ارتعاشات می‌باشند. کنترل دقیق حرکت کامل اشاره‌گر به مقادیری کمتر از ۳ میکروتر به واسطهٔ ایجاد تعادل در میزان بار قرار گرفته روی لبه‌های برنده و ارتعاشت جزئی به وجود آمده در آن ناحیه که توسط روغن‌های موجود در راه‌گاه‌های این نوع از ابزار گیرها، موجب کاهش شدید ارتعاشات می‌شود.